# Chechenpress
State Information Agency Chechenpress (SIA Chechenpress) er et tjetjensk nyhedsbureau ledet af eksiltjetjenere der støtter den ikke anerkendte tjetjenske repubublik Ichkteria, tidligere var Chechenpress Tjetjeniens officielle pressebureau, men er i dag forbundet med den tjetjenske eksilpolitiker Akhmed Sakajev i London. Chechenpress er en rival til Kavkaz Center, der har et islamisk grundlag og repræsenterer en anden gren af den tjetjenske separatistiske bevægelse. Siden 2007 har Chechenpress' redaktører erklæret deres arbejde direkte under Ickteria-eksilregeringens myndighed.